# Milan Lach

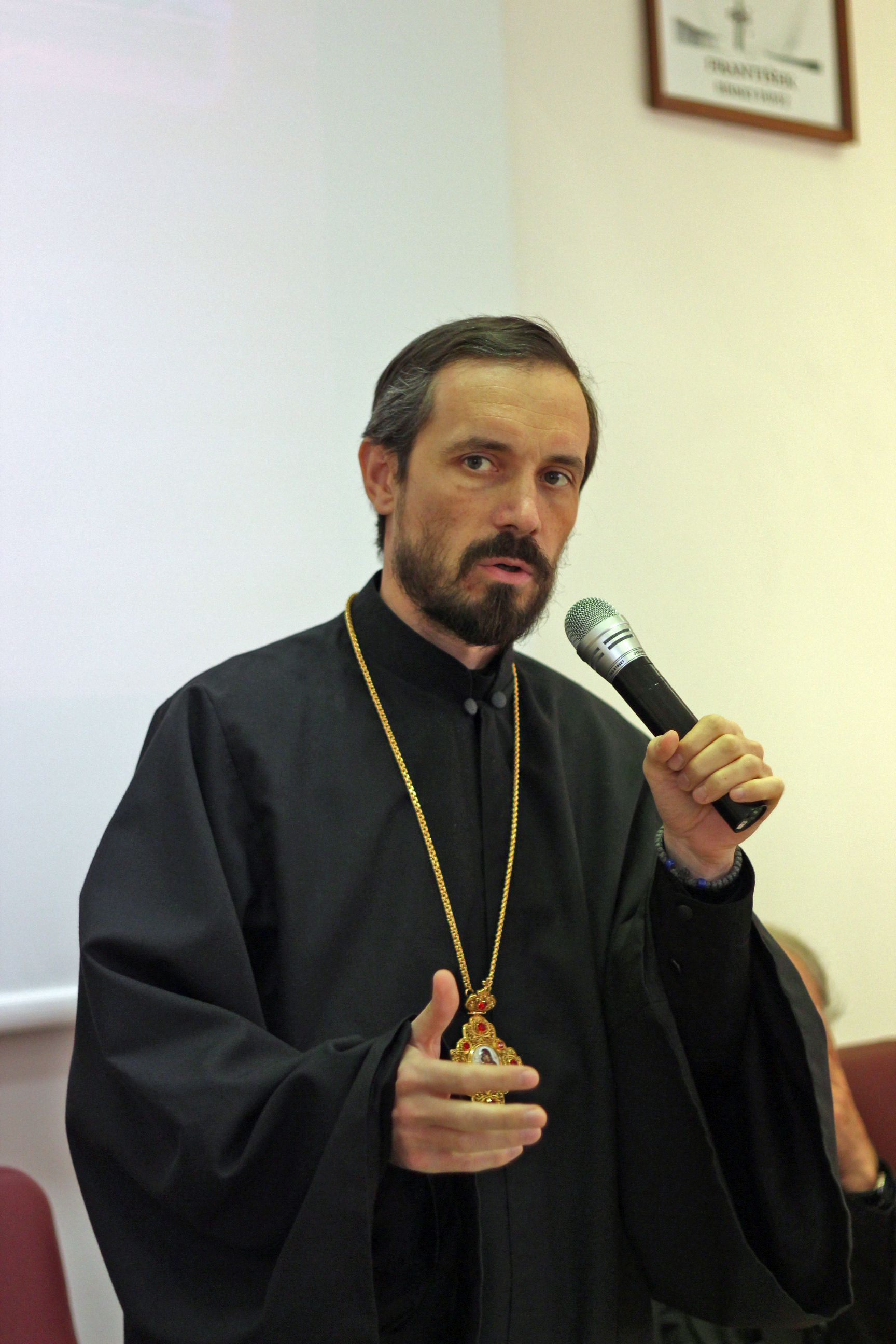
Milan Lach (2013)

Bischofswappen von Milan Lach

Milan Lach SJ (* 18. November 1973 in Kežmarok, Tschechoslowakei) ist ein slowakischer griechisch-katholischer Ordensgeistlicher und seit 2023 Weihbischof in Bratislava. Zuvor war er von 2018 bis 2023 Diözesanbischof der Eparchie Parma (Ohio) in den USA.

## Leben
Milan Lach studierte an der Griechisch-Katholisch Theologischen Fakultät in Prešov, trat 1995 in das Noviziat der Jesuiten in Trnava ein und schloss später seine theologischen Studien an der Theologischen Fakultät der Universität Trnava ab. Er wurde am 11. November 2000 durch den Apostolischen Exarchen von Košice, Milan Chautur CSsR, zum Diakon geweiht. Am 1. Juli 2001 empfing Lach in Košice durch Bischof Milan Chautur das Sakrament der Priesterweihe. Er arbeitete am „Zentrum für ost-westliche Spiritualität Michal Lacko“ (Centrum spirituality Východ-Západ Michala Lacka) in Košice, dessen Leiter er von 2009 bis 2011 war. Anschließend war Lach Vizedekan der theologischen Fakultät an der Universität Trnava. Im Jahr 2009 beendete er am Päpstlichen Orientalischen Institut in Rom ein Doktoratsstudium in Orientalischen Kirchenwissenschaften. Gleichzeitig war er Spiritual am Päpstlichen Kolleg Russicum und geistlicher Assistent des Bundes der Europäischen Pfadfinder in Rom. Seit 2010 ist er Mitglied der Redaktion der theologischen Zeitschrift Verba Theologica. 2011 wurde er Prodekan der Theologischen Fakultät der Universität Trnava, zuständig für Außenbeziehungen und Entwicklung.
Am 19. April 2013 ernannte ihn Papst Franziskus zum Titularbischof von Ostracine und bestellte ihn zum Weihbischof in der Erzeparchie Prešov. Die Bischofsweihe spendete ihm am 1. Juni 2013 Ján Babjak, Erzbischof von Prešov. Mitkonsekratoren waren der Bischof von Košice, Milan Chautur CSsR, und der Bischof von Bratislava, Peter Rusnák. Von 2016 bis 2017 war er Visitor der Kongregation für die Orientalischen Kirchen an den Orientalischen Seminaren und Hochschulen in Rom.
Papst Franziskus bestellte ihn am 24. Juni 2017 zum Apostolischen Administrator der vakanten Eparchie Parma der ruthenischen griechisch-katholischen Kirche in den Vereinigten Staaten. Die Amtseinführung fand am 21. Juli desselben Jahres statt. Am 1. Juni 2018 ernannte ihn der Papst zum Diözesanbischof der Eparchie Parma. Aufgrund der zurückgehenden Zahl von Katholiken in der Eparchie plante Lach, einige Pfarrgemeinden zusammenzulegen, was in Parma auf Widerstand stieß. Die Vorgänge führten im Jahr 2021 zu einer Visitation durch die Kongregation für die orientalischen Kirchen.
Am 23. Januar 2023 ernannte ihn Papst Franziskus erneut zum Titularbischof von Ostracine und zum Weihbischof in Bratislava. Am 21. November 2024 ernannte ihn Papst Franziskus zum Apostolischen Visitator für die slowakisch-griechisch-katholischen Gläubigen in Westeuropa.